# 9756 Езакі
9756 Езакі (9756 Ezaki) — астероїд головного поясу, відкритий 12 лютого 1991 року.
Тіссеранів параметр щодо Юпітера — 3,339.